# Wilhelm Kreis
Wilhelm Kreis (Eltville am Rhein, 17 marzo 1887 – Bad Honnef, 13 agosto 1955) è stato un architetto tedesco, attivo nell'era Wilhelmine, durante la Repubblica di Weimar, il Terzo Reich e nella fondazione della Repubblica Federale.

## Biografia

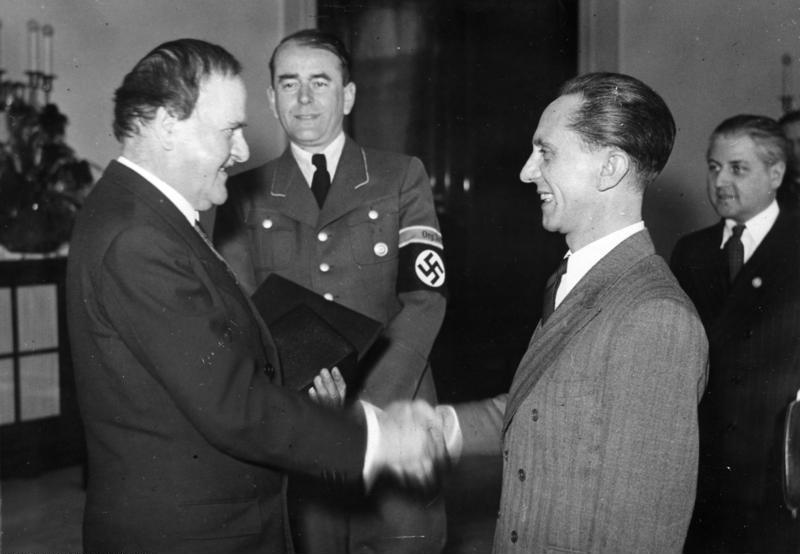
Sulla sinistra Wilhelm Kreis insieme a Gobbels nel 1943

Nato a Eltville am Rhein in Assia-Nassau, il suo primo progetto degno di nota fu nel 1896 dove presentò una proposta per la realizzazione del Völkerschlachtdenkmal di Lipsia, che fu poi progettato da Bruno Schmitz. Verso la fine del secolo progettò 58 torri di Bismarck, una serie di edifici civili a Dresda e la casa di William Marx del 1924. Il Rheinhalle del 1926 (oggi chiamato Tonhalle Düsseldorf) fu il suo primo grande progetto, seguito dal Museo tedesco dell'igiene a Dresda. Al contrario del movimento modernista che stava emergendo in quegli anni, Kreis era tra gli architetti come Heinrich Tessenow e Paul Bonatz che non aderirono a tale movimento, privilegiando uno stile più classico e conservatore.
Nel 1933 fu licenziato dalla presidenza della League of German Architects (BDA); ciò comportò un calo dei progetti e delle commesse. Due anni, sotto la direzione di Albert Speer, per progetti di guerra a Dresda e per i giganteschi piani per Berlino, in particolare il progetto per la massiccia Sala dei soldati. Successivamente divenne un sostenitore del nazionalsocialismo, venendo nominato come uno degli artisti più importanti del Reich e inserito nella lista Gottbegnadeten-Liste nel settembre 1944. Nel dopoguerra Kreis continuò a ricevere altre commesse per la ricostruzione tedesca post bellica.

## Opere

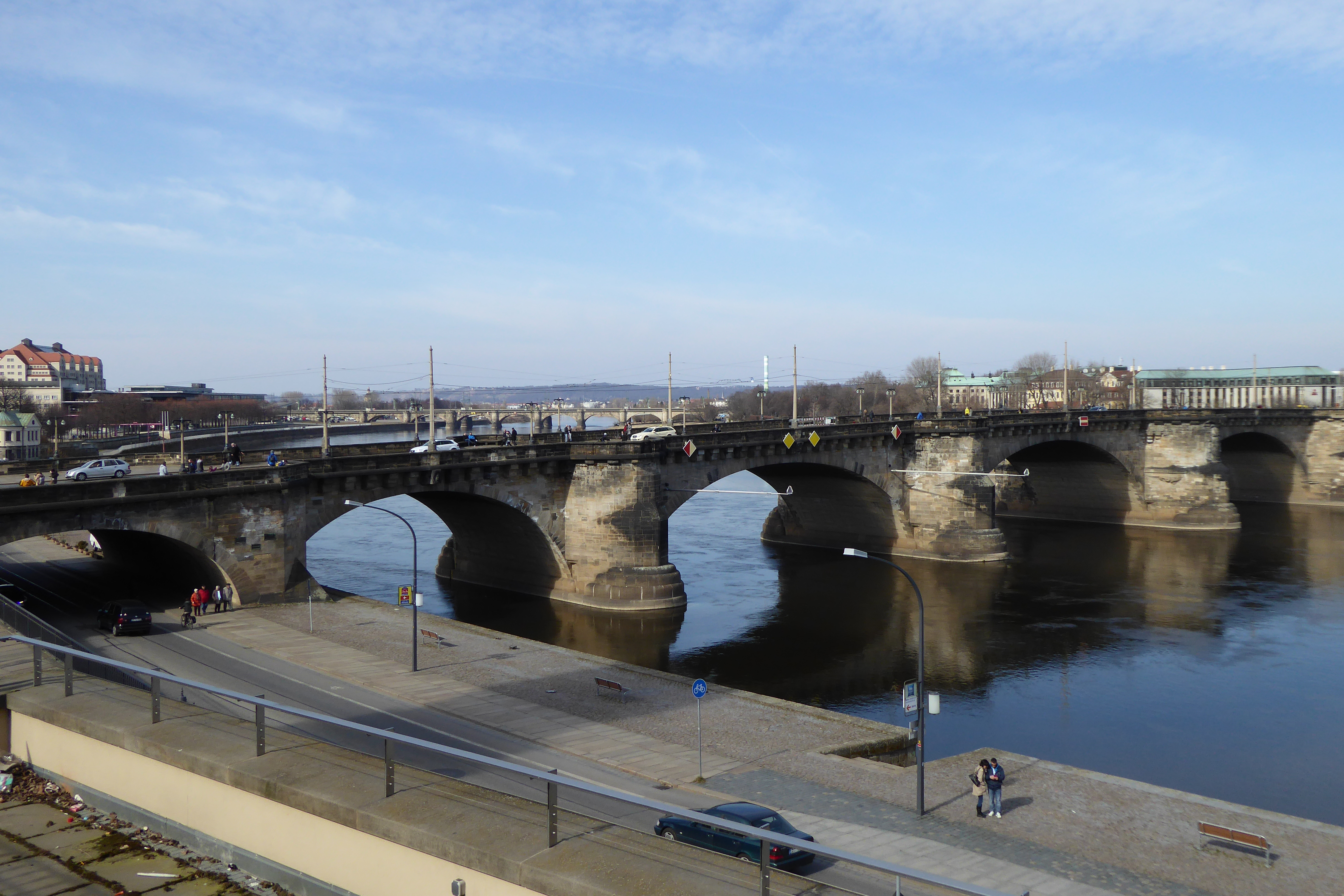
Ponte Augusto

- Ponte Augusto (1910)
- Museo tedesco dell'igiene (1912)
- Stazione di Meißen (1928)